# إفير هوغو ألميدا
إفير هوغو ألميدا (بالإسبانية: Ever Hugo Almeida)‏ هو مدرب كرة قدم ولاعب كرة قدم أوروغواياني وباراغواياني في مركز حراسة المرمى، ولد في 1 يوليو 1948 في سالتو في الأوروغواي. شارك مع منتخب باراغواي لكرة القدم. أما مع النوادي، فقد لعب مع أوليمبيا أسونسيون ونادي غواراني.

## وصلات خارجية
- إفير هوغو ألميدا على موقع الاتحاد الدولي (مؤرشف)  (الإنجليزية)
- إفير هوغو ألميدا على موقع قاعدة بيانات كرة القدم.إي يو (الإنجليزية)
- إفير هوغو ألميدا على موقع ناشيونال فوتبول تيمز (الإنجليزية)